# Darja Namok
Darja Vitaljevna Namok (Russisch: Дарья Витальевна Намок) (Tjoemen, 14 februari 1993) is een Russisch basketbalspeelster die uitkomt voor het nationale team van Rusland. Ze kreeg de onderscheiding Meester in de sport van Rusland.

## Carrière
Namok begon haar carrière in 2012 bij Spartak Oblast Moskou Vidnoje. Met die club werd ze tweede om het Landskampioenschap van Rusland in 2013. Ook werd ze drie keer tweede om de Beker van Rusland in 2013, 2015 en 2016. In 2018 verhuisde ze naar Jenisej Krasnojarsk. Na één seizoen stapte ze in 2019 over naar Nadezjda Orenburg.
In 2015 speelde ze met het nationale team van Rusland op het Europees Kampioenschap.

## Erelijst
- Landskampioen Rusland:
  - Tweede: 2013
- Bekerwinnaar Rusland: 1
  - Winnaar: 2021
  - Runner-up: 2013, 2015, 2016
- RFB Super Cup:
  - Runner-up: 2021